# Kopfzystiden-Rindenpilz
Kopfzystiden-Rindenpilz (Hyphoderma capitatum) ist eine Ständerpilzart aus der Familie der Fältlingsverwandten (Meruliaceae). Es besitzt teppichartige, membranöse Fruchtkörper von weißlicher Farbe aus und wächst auf Totholz von Koniferen. Die Art ist holarktisch und pantropisch verbreitet.

## Merkmale

### Makroskopische Merkmale
Hyphoderma capitatum besitzt für die Gattung Hyphoderma typische, resupinate, membranös-wachsartige Fruchtkörper. Sie sind weißlich bis weißgrau, getrocknet oft gelblich. Ihr Hymenium ist glatt, lässt unter der Lupe aber Poren und hervortretende Zystiden erkennen. Ihr Rand ist faserig und konturlos.

### Mikroskopische Merkmale
Die Hyphenstruktur von Lagarobsidium capitatum ist monomitisch, weist also nur generative Hyphen auf. Die 2–3 µm breiten Hyphen sind hyalin und stark verzweigt, die Septen weisen keine Schnalle auf. Die Zystiden sind zugespitzt und an der Basis verdickt. Sie enden in einer stumpfen Spitze und treten mit 50–125 × 4–12 µm deutlich aus der Fruchtschicht hervor. Die Basidien der Art sind zunächst keulen-, später annähernd urnenförmig, besitzen vier (selten nur zwei) Sterigmata und messen 25–30 × 5–6 µm. An der Basis besitzen sie keine Schnallen. Ihre Sporen sind annähernd kugelförmig, hyalin und dickwandig. Sie messen 8–11 × 7–9 µm und besitzen stets einen Fortsatz.

## Verbreitung
Die bekannte Verbreitung der Art umfasst Europa sowie Japan.

## Ökologie
Hyphoderma capitatum wächst auf morschem, meist entrindeten und abgefallenem Totholz von Koniferen. Typische Substrate sind etwa Gemeine Fichte (Picea abies) oder Schwarz-Kiefer (Pinus sylvestris). Er besiedelt feuchte, durch Sphagnum angezeigte Habitate ebenso wie Hylocomium-Vaccinium-Gesellschaften.